# Heden, Falu kommun
Heden är ett större villaområde norr om Vika i Falu kommun, Dalarnas län.
Heden (tidigare lokalt kallad Hea) var ursprungligen en by eller gårdssamling i Vika socken,  
På Heden finns bl.a. vägarna Hedvägen, Sjögavägen och Fläckvägen. På Heden ligger sedan 1961 Vikaskolan, med förskola, fritidshem, låg- och mellanstadium.